# Edward Białogłowski
Edward Eugeniusz Białogłowski (ur. 8 stycznia 1947 w Rzeplinie) – polski duchowny rzymskokatolicki, doktor nauk teologicznych, biskup pomocniczy przemyski w latach 1988–1992, biskup pomocniczy rzeszowski w latach 1992–2022, od 2022 biskup pomocniczy senior diecezji rzeszowskiej.

## Życiorys
Urodził się 8 stycznia 1947 w Rzeplinie. W latach 1961–1965 kształcił się w Liceum Ogólnokształcącym w Jarosławiu, uzyskując świadectwo dojrzałości. W latach 1965–1972 odbył studia filozoficzno-teologiczne w Wyższym Seminarium Duchownym w Przemyślu. Były one przerwane w latach 1966–1968 służbą wojskową w jednostce kleryckiej w Bartoszycach. Święceń prezbiteratu udzielił mu 17 czerwca 1972 w  katedrze Wniebowzięcia Najświętszej Maryi Panny i św. Jana Chrzciciela w Przemyślu tamtejszy biskup diecezjalny Ignacy Tokarczuk. W latach 1979–1983 odbył studia specjalistyczne w zakresie teologii dogmatycznej na Wydziale Teologicznym Katolickiego Uniwersytetu Lubelskiego. W 1981 uzyskał licencjat, a w 1985 doktorat na podstawie dysertacji Biskupa Józefa Sebastiana Pelczara teologia Eucharystii.
Pracował jako wikariusz w parafiach: św. Marcina w Szebniach (1972–1974), Najświętszej Maryi Panny Królowej Polski w Krośnie (1974–1979) i św. Stanisława w Chmielowie (1981–1983). Po ukończeniu studiów doktoranckich był w latach 1983–1985 notariuszem kurii biskupiej w Przemyślu, równocześnie w latach 1984–1985 pełnił funkcję sekretarza biskupa Ignacego Tokarczuka. W latach 1985–1986 był kapelanem sióstr służebniczek starowiejskich w Prałkowcach.
W przemyskim seminarium duchownym w latach 1985–1991 prowadził wykłady z teologii dogmatycznej, zaś w latach 1986–1988 pełnił funkcję ojca duchownego alumnów. Został także wykładowcą Diecezjalnego Instytutu Teologicznego w Przemyślu, rzeszowskiej filii Uniwersytetu Marii Curie-Skłodowskiej w Lublinie (od 2001 Uniwersytetu Rzeszowskiego) oraz Wyższego Seminarium Duchownego w Rzeszowie.
30 listopada 1987 papież Jan Paweł II mianował go biskupem pomocniczym diecezji przemyskiej ze stolicą tytularną Pomaria. Święcenia biskupie otrzymał 6 stycznia 1988 w katedrze Wniebowzięcia Najświętszej Maryi Panny i św. Jana Chrzciciela w Przemyślu. Udzielił mu ich biskup diecezjalny przemyski Ignacy Tokarczuk w asyście arcybiskupa Jerzego Ablewicza, biskupa diecezjalnego tarnowskiego, i biskupa Mariana Jaworskiego, administratora apostolskiego w Lubaczowie. Jako dewizę biskupią przyjął słowa „In virtute Spiritus Sancti” (W mocy Ducha Świętego). W latach 1988–1992 sprawował urząd wikariusza generalnego diecezji. W kurii biskupiej pełnił funkcję przewodniczącego Wydziału Nauki Chrześcijańskiej i był naczelnym duszpasterzem Ruchu Światło-Życie. Zasiadał w Komisji Egzaminacyjnej, Radzie Kapłańskiej i Radzie Duszpasterskiej. Od 1989 rezydował na terenie parafii farnej w Rzeszowie.
25 marca 1992 został przeniesiony na urząd biskupa pomocniczego nowo utworzonej diecezji rzeszowskiej. W tym samym roku został wikariuszem generalnym diecezji. W kurii objął funkcje przewodniczącego Wydziału Nauki Chrześcijańskiej, Komisji Liturgicznej oraz Komisji ds. Architektury i Sztuki Sakralnej, a także diecezjalnego wizytatora katechetycznego. Wszedł w skład Kolegium Konsultorów i Rady Kapłańskiej. Został też przewodniczącym Komisji Głównej I Synodu Diecezji Rzeszowskiej. 26 stycznia 2022 papież Franciszek przyjął jego rezygnację z obowiązków biskupa pomocniczego rzeszowskiego.
W ramach Konferencji Episkopatu Polski objął funkcję delegata ds. Duszpasterstwa Rolników. Był wiceprzewodniczącym Komisji Charytatywnej. Wszedł w skład Komisji ds. Powołań Duchownych, Komisji ds. Ekumenizmu, Komisji ds. Duszpasterstwa Turystycznego, Komisji Mariologicznej i Zespołu ds. Sanktuariów.
Był współkonsekratorem podczas sakry biskupów pomocniczych przemyskich: Edwarda Frankowskiego (1989) i Adama Szala (2000).